# Авганистан на Светском првенству у атлетици на отвореном 2015.
Авганистан је учествовао на Светском првенству у атлетици на отвореном 2015. одржаном у Пекингу од 12. до 30. августа. Репрезентацију Авганистана представљао је 1 такмичар који се такмичио у трци на 800 метара.,
На овом првенству Авганистан није освојио ниједну медаљу, нити је оборен неки рекорд.

## Резултати

### Мушкарци
| Атлетичар                 | Дисциплина | Лични рекорд | Квалификације | Квалификације | Полуфинале       | Полуфинале       | Финале           | Финале     | Детаљи                                      |
| Атлетичар                 | Дисциплина | Лични рекорд | Резултат      | Место         | Резултат         | Место            | Резултат         | Место      | Детаљи                                      |
| ------------------------- | ---------- | ------------ | ------------- | ------------- | ---------------- | ---------------- | ---------------- | ---------- | ------------------------------------------- |
| Wais Ibrahim Khairandsesh | 800 м      | 1:55,91 НР   | 1:59,51       | 8 гр 6        | Није се пласирао | Није се пласирао | Није се пласирао | 44/44 (45) | Архивирано на веб-сајту (29. новембар 2015) |

## Рефеенце
1. ↑  Земље учеснице на СП 2015 са бројем учесника сајт ИААФ Архивирано на веб-сајту  (4. август 2017)Прибављено 20.8.2015.
2. ↑  Резултати такмичара Авганистана на СП Архивирано на веб-сајту  (30. септембар 2015)Прибављено 10.12.2015.